# Hällbymagasinet
Hällbymagasinet är en sjö i Sollefteå kommun och Åsele kommun i Ångermanland och ingår i Ångermanälvens huvudavrinningsområde. Sjön är 19 meter djup, har en yta på 30,2 kvadratkilometer och befinner sig 292 meter över havet. Sjön avvattnas av vattendraget Ångermanälven.

## Delavrinningsområde
Hällbymagasinet ingår i det delavrinningsområde (709733-156472) som SMHI kallar för Rinner till Hällbymagasinet. Medelhöjden är 343 meter över havet och ytan är 20,24 kvadratkilometer. Det finns inga avrinningsområden uppströms utan avrinningsområdet är högsta punkten. Avrinningsområdets utflöde Ångermanälven mynnar i havet. Avrinningsområdet består mestadels av skog (86 procent). Avrinningsområdet har 0,28 kvadratkilometer vattenytor vilket ger det en sjöprocent på 1,4 procent.

## Galleri

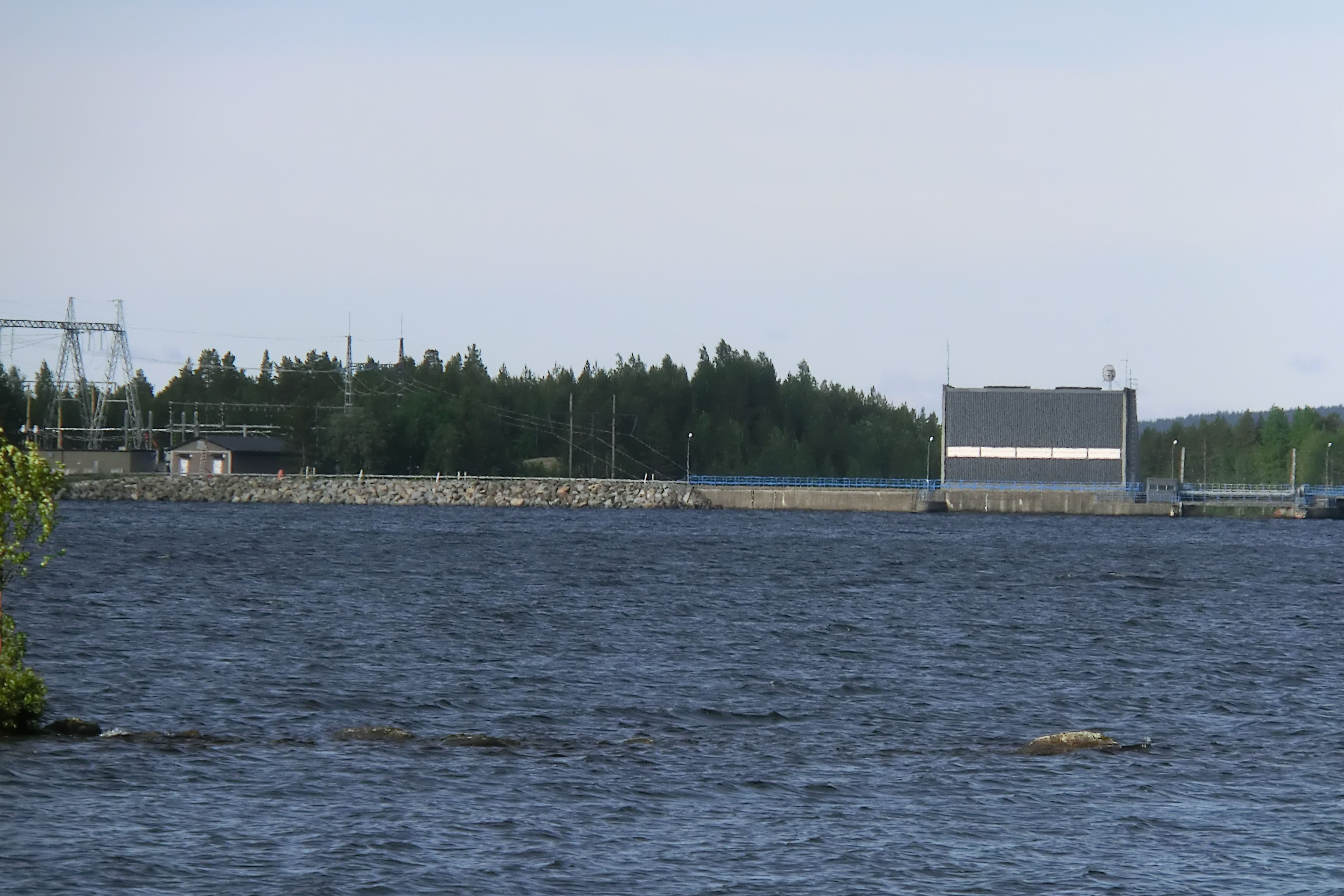
Hällby kraftverk